# باتريك دو تشاو
باتريك دو تشاو هو دراج بلجيكي، ولد في 9 فبراير 1959 في Brakel, Belgium ‏ في بلجيكا.

## وصلات خارجية
- باتريك دو تشاو على موقع أوليمبيديا (الإنجليزية)